# Johan Kristoffersen
Pour les articles homonymes, voir Kristoffersen.
Johan Kristoffersen, né le 9 juillet 1889 et mort le 22 janvier 1953, est un coureur du combiné nordique norvégien.
Il remporte la course de combiné nordique en 1911 du Festival de ski d'Holmenkollen. Ses performances lui permettent de remporter la médaille Holmenkollen en 1914.

## Biographie
Il est considéré comme le meilleur skieur de son pays du début des années 1910 par Lauritz Bergendahl, le Roi du ski.
En 1911, Johan Kristoffersen termine 3e du Championnat de Norvège de ski 1911 (no) dans le combiné nordique ainsi que dans le 30 km de ski de fond. Ensuite, il remporte l'épreuve combiné au Festival de ski d'Holmenkollen. L'année suivante, il se classe 2e derrière Lauritz Bergendahl. En 1913, il remporte l'épreuve combinée des Jeux nordiques de 1913 (en) ainsi que le championnat de Norvège. En 1914, il remporte la médaille Holmenkollen.

## Résultats

### Jeux Nordiques
Lors des Jeux nordiques de 1913 (en), il remporte l'épreuve de combiné nordique, termine 2e dans le 30 km et il prend la troisième place dans le concours de saut.

### Festival de ski d'Holmenkollen
En combiné nordique, il remporte la course en 1911, il termine 2e en 1912 et 3e en 1914. Il termine 2e du 50 km derrière Lauritz Bergendahl en 1913.

### Championnats de Norvège
En 1911, il termine 3e du Championnat de Norvège de ski 1911 (no) dans le combiné nordique ainsi que dans le 30 km de ski de fond. En 1913, il remporte la course combinée.

### Distinctions
Il a également remporté quatre Kongepokal ainsi que la médaille Holmenkollen en 1914.